# Нижнее Селище (Закарпатская область)
Ни́жнее Се́лище (укр. Нижнє Селище) — село, входит в Хустскую городскую общину Хустского района Закарпатской области Украины.
Население по Всеукраинской переписи населения 2001 года составляло 1754 человека:
- 1516 — русины;
- 205 — немцы;
- 23 — венгры.

Почтовый индекс — 90440. Телефонный код — 3142. Код КОАТУУ — 2125386601.
Местный совет: 90440, с. Нижнее Селище, ул. Центральная, 82, тел. 75-135.
- Сыроварня